# U.S. Route 101

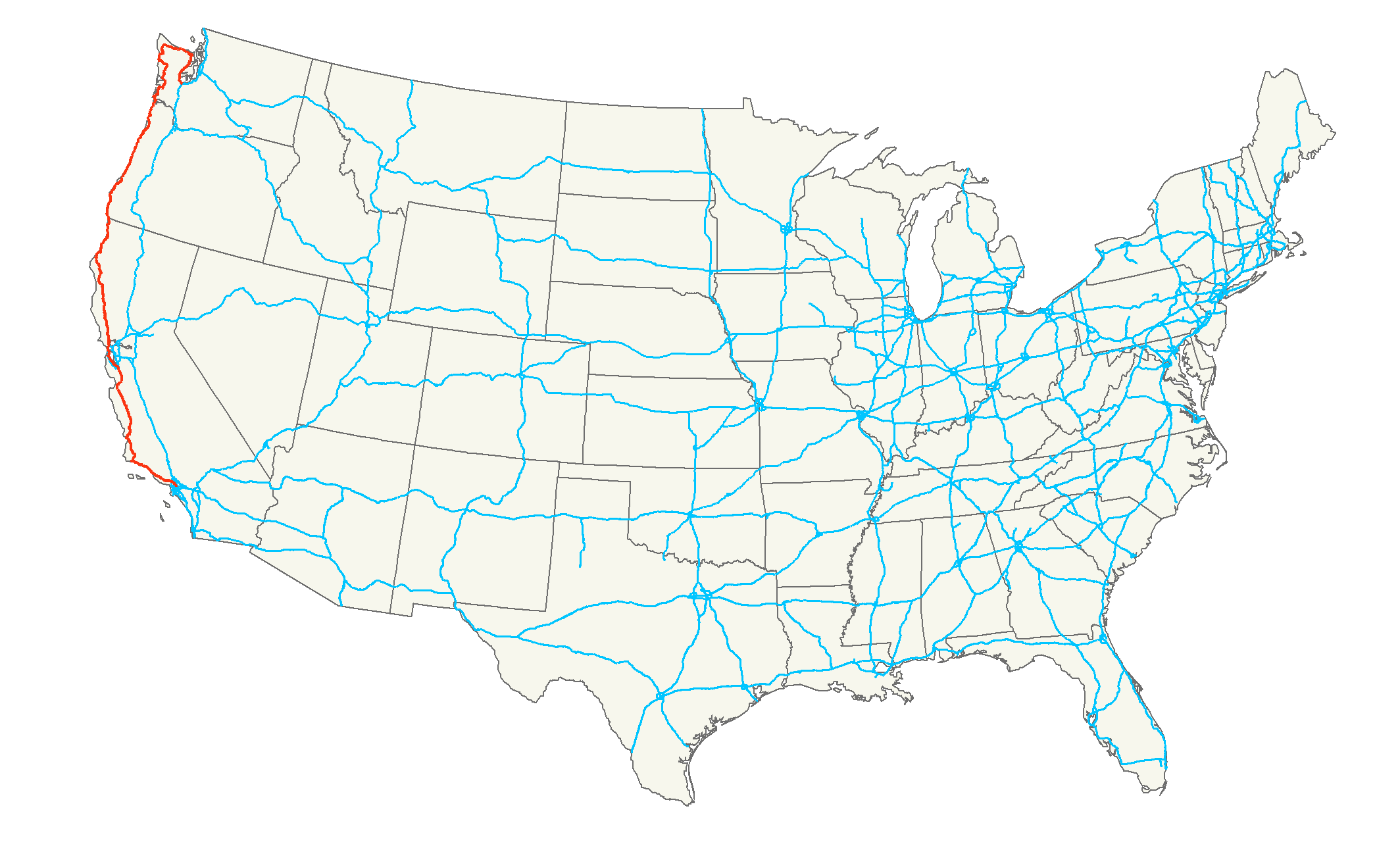
Traçado da US 101

U.S. Route 101' é uma autoestrada dos Estados Unidos, percorrendo os estados da Califórnia, Oregon e Washington. Foi o mais usado eixo de ligação norte-sul da costa ocidental dos Estados Unidos, mas as Interstate highways costeiras são hoje mais usadas, sobretudo a Interstate 5. Tem 2 464 km de comprimento e foi projetada em 1926.

## Cidades principais atravessadas (de norte a sul)

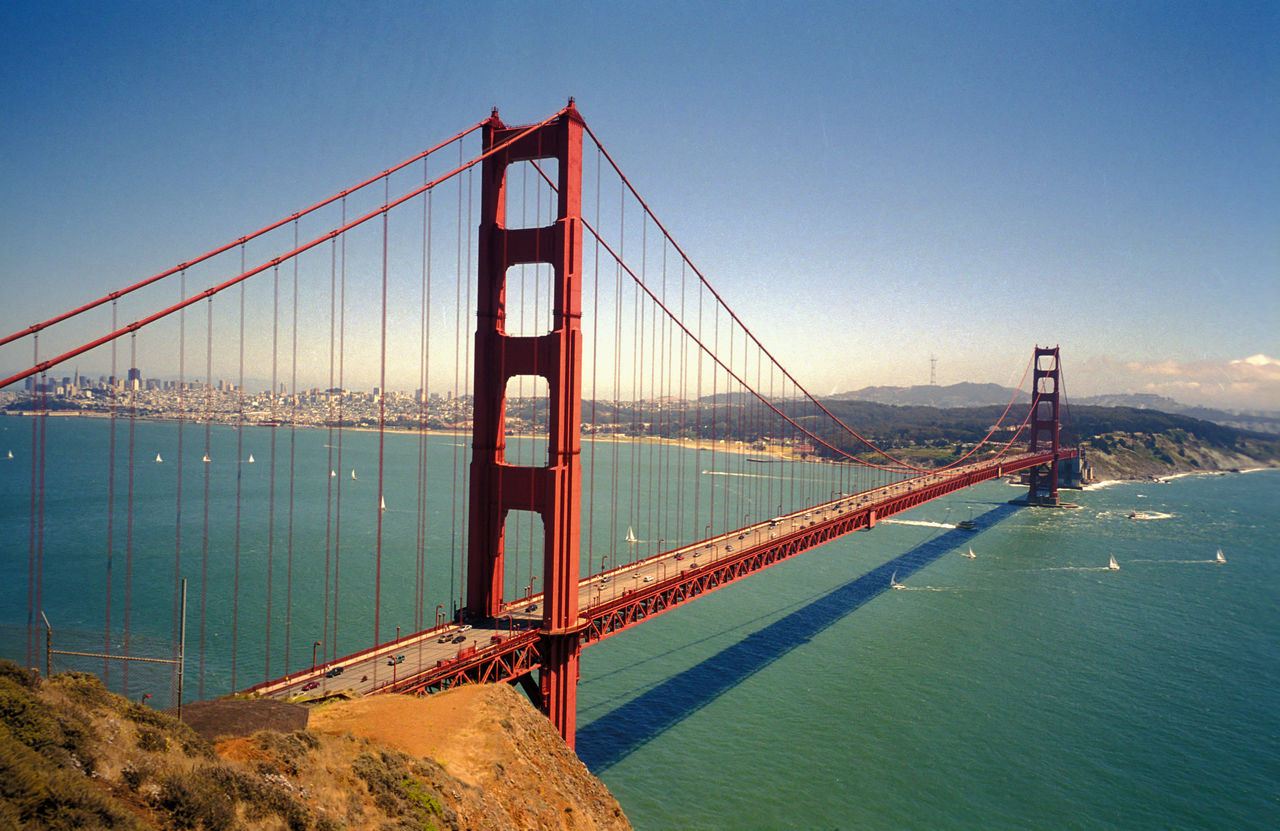
A US Route 101 e a California State Route 1 passam na Ponte Golden Gate, que liga San Francisco ao Condado de Marin.

- Olympia, Washington
- Santa Rosa, Califórnia
- San Francisco, Califórnia
- San José, Califórnia
- Salinas, Califórnia
- Santa Maria, Califórnia
- Santa Barbara, Califórnia
- Ventura, Califórnia
- Oxnard, Califórnia
- Los Angeles, Califórnia